# Adoratorki Krwi Chrystusa
Zgromadzenie Sióstr Adoratorek Krwi Chrystusa (łac. Adoratrices Sanguinis Christi – ASC) – żeńskie zgromadzenie zakonne założone przez św. Marię De Mattias w 1834 w celu szerzenia czci dla Krwi Chrystusa.
Zgromadzenie zostało założone 4 marca 1834 w Acuto we Włoszech, a zatwierdzone przez papieża Piusa IX 28 stycznia 1878. 
Pierwsze cztery Polki, pochodzące z okolic Krakowa, wstąpiły do zgromadzenia w 1906 r., podejmując posługę na terenie Bośni. Po II wojnie światowej siostry mające polskie pochodzenie za zgodą władz kościelnych powróciły do kraju wraz z reemigrantami z Jugosławii. 
Pierwsza wspólnota w Polsce została otwarta 2 sierpnia 1946 w Bolesławcu, natomiast 13 grudnia 1965 ustanowiono Prowincję Polską z siedzibą w Bolesławcu. Dnia 31 sierpnia 1974 Zarząd Prowincji został przeniesiony do Wrocławia.
Cele Zgromadzenia to adoracja Krwi Chrystusa i działalność apostolska. Siostry zajmują się pracą katechetyczno-wychowawczą w przedszkolach, szkołach, świetlicach środowiskowych, pracowały jako pielęgniarki, zakrystianki oraz w domach opieki. Jedna z sióstr pracuje jako lekarka.
Formacja zakonna obejmuje: postulat (do 2 lat), nowicjat (2 lata) i juniorat (5 lat).

## Strój zakonny
W Regionie Wrocław: czarny lub szary dwuczęściowy habit, welon, łańcuszek z serduszkiem i krzyżykiem.

## Obszar działania
Obecnie Zgromadzenie działa w: Albanii, Argentynie, Australii, Austrii, Belgii, Białorusi, Boliwii, Bośni i Hercegowinie, Brazylii, Chorwacji, Filipinach, Gwatemali, Gwinei Bissau, Hiszpanii, Indiach, Korei, Liechtensteinie, Mozambiku, Niemczech, Peru, Polsce, Rosji, Stanach Zjednoczonych, Szwajcarii, Tanzanii, Wietnamie, Włoszech.
Dom generalny Zgromadzenia Adoratorek Krwi Chrystusa znajduje się w Rzymie.

## Klasztory Adoratorek Krwi Chrystusa w Polsce
Bolesławiec, Częstochowa, Grójec, Kościelisko, Pogorzela, Poznań, Świder, Wrocław, Warszawa, Żagań. Równocześnie członkinie prowincji polskiej posługują też w Rzymie oraz na Białorusi (Dokszyce), na Syberii w Rosji (Aczyńsk) i w Niemczech (Baumgartle). 